# Tribu de Dan
La «tribu de Dan» (דָּן, «juez») era una de las doce tribus de Israel, según la Torá. Según la Biblia hebrea, la tribu se asentó inicialmente en las tierras montañosas que limitan con Efraín y Benjamín al este y Judá y los Filisteos al sur, pero emigró hacia el norte debido a la presión de sus enemigos, estableciéndose en Laish (más tarde conocida como Dan), cerca del monte Hermón. 
El juez bíblico Sansón fue un héroe de la tribu de Dan.

## Narrativa bíblica

El territorio inicial de Dan aparece en verde oscuro al norte de Filistea en este mapa de las tribus.

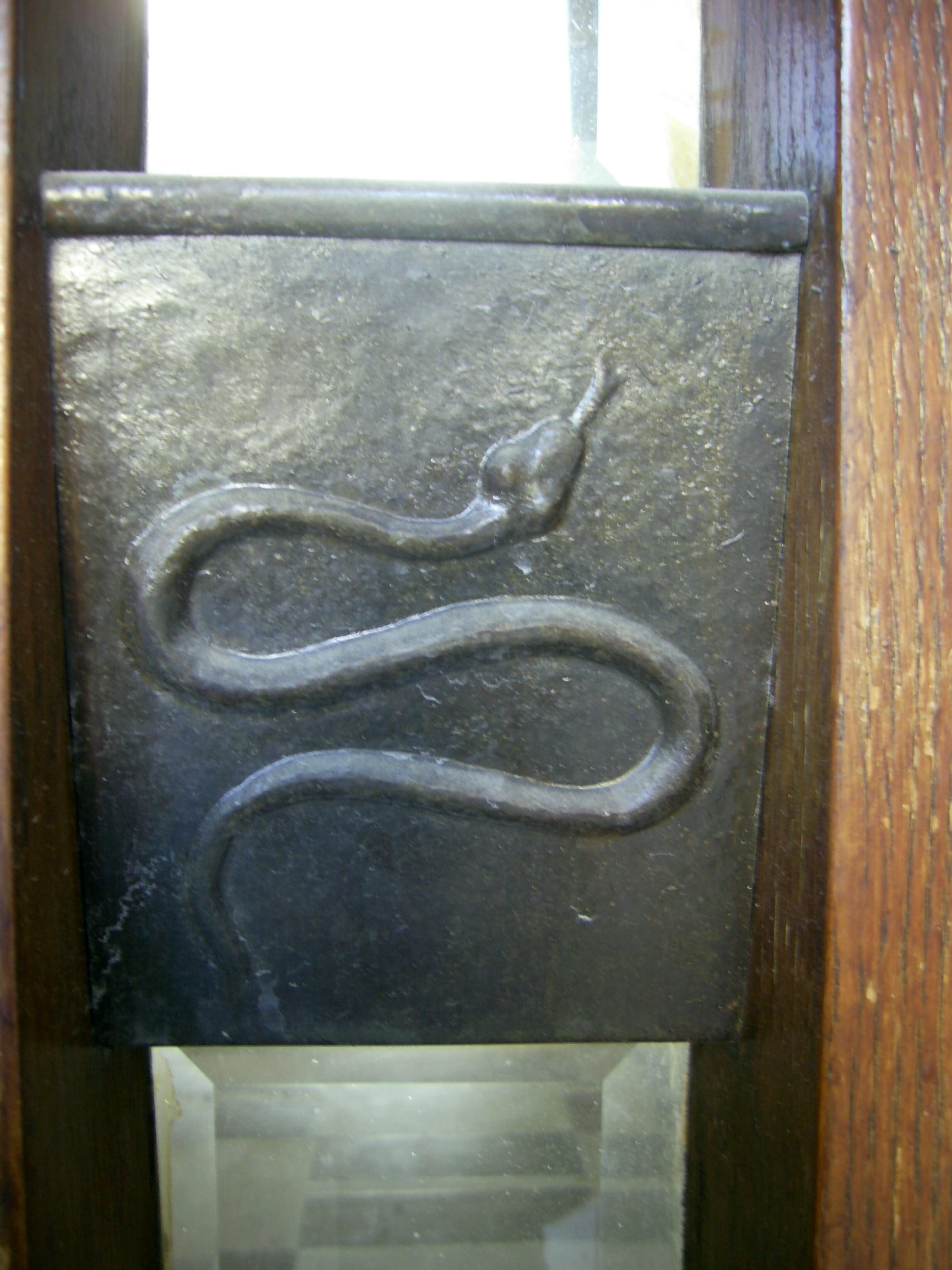
La placa de la serpiente de la tribu Dan en la puerta del Heichal Shlomo en Jerusalén.

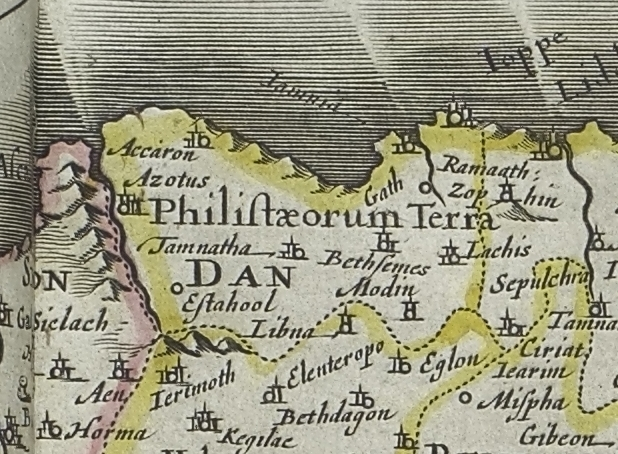
Mapa de Dan, mapa holandés del siglo XVII

En el censo bíblico del Libro de los Números, la tribu de Dan aparece como la segunda tribu israelita más grande (después de Judá). Algunos críticos textuales consideran que el censo procede de la Fuente sacerdotal, datándolo en torno al siglo VII a. C., y más probable que refleje los prejuicios de sus autores. En la «Bendición de Moisés», que algunos eruditos textuales consideran que data de poco antes que el Deuteronomio, se profetiza que Dan «saltará de Basán»; los eruditos no están seguros de por qué debería ser así, ya que la tribu no vivía en la llanura de Basán, al este del río Jordán. 

### Conquista y territorio
Según la narrativa bíblica, tras la finalización de la conquista de Canaán por las tribus israelitas después de aproximadamente el 1200 a. C., Josué repartió la tierra entre las doce tribus. Dan fue la última tribu en recibir su herencia territorial.  La tierra asignada originalmente a Dan era un pequeño enclave en la zona costera central de Canaán, entre Judá, Benjamín, Efraín y los filisteos. 
Al norte, el territorio de Dan colindaba con Jope, la actual Jaffa. Este territorio, no muy extenso en sus orígenes, pronto se vio reducido por sus peligrosos vecinos, los filisteos. La tribu solo podía acampar en la región montañosa que dominaba el valle de Sorec, y el lugar del campamento se conoció como «Mahaneh Dan» («Campamento de Dan»). (19) La región que intentaban colonizar se extendía hacia el sur hasta el Sefelá en la zona de Timnah; como resultado, el estado moderno de Israel se refiere a la región como Gush Dan («la zona de Dan»).
Desde después de la conquista de la tierra por Josué hasta la formación del primer Reino Unido de Israel en c. 1050 a. C., la tribu de Dan formaba parte de una confederación poco estructurada de tribus israelitas. No existía un gobierno central y, en tiempos de crisis, el pueblo estaba dirigido por líderes ad hoc conocidos como jueces.
El danita más célebre fue Sansón, un danita juez del período de asentamiento en las tierras asignadas por Josué. Pnina Galpaz-Feller ve similitudes entre la historia de Sansón y las leyendas tribales dene. Las excavaciones realizadas en Tel Dan por David Ilan, del Hebrew Union College – Jewish Institute of Religion, muestran apoyo a las posibles conexiones con la civilización egea de los danitas. 
Como consecuencia de la presión de los filisteos, una parte de la tribu abandonó las esperanzas de establecerse cerca de la costa central, emigrando en su lugar al norte del territorio filisteo, y tras conquistar Laish, la refundó como la ciudad de Dan (Jueces 18). Así, su territorio se encontraba al noreste del de Neftalí, al este del curso superior del río Jordán, cerca de sus fuentes orientales, y definía la extensión septentrional de la tierra de los israelitas. Por ello, varios textos bíblicos se refieren a «todo Israel, desde Dan hasta Beerseba».

### Monarquía unida
Con el aumento de la amenaza de las incursiones filisteas, las tribus israelitas decidieron formar una monarquía centralizada fuerte para hacer frente al desafío, y la tribu de Dan se unió al nuevo reino con Saúl como primer rey. Tras la muerte de Saúl, todas las tribus, excepto Judá, permanecieron leales a la Casa de Saúl. Pero tras la muerte de Isbaal, hijo de Saúl y sucesor al trono de Israel, la tribu de Dan se unió a las otras tribus israelitas del norte para proclamar rey de un reino de Israel reunificado a David, que entonces era rey de Judá.  La tribu proporcionó un importante apoyo militar al reino en forma de 28 600 soldados, considerados «expertos en la guerra».

### Reino del Norte de Israel
Sin embargo, con la ascensión al trono de Roboam, nieto de David, hacia el año 930 a. C., las tribus del norte se separaron de la Casa de David para volver a formar un Reino de Israel como Reino del Norte.

### Conquista y desaparición asiria
Como parte del Reino de Israel, el territorio de Dan fue conquistado por los asirios y muchos miembros de la tribu fueron exiliados; la forma de su exilio llevó a que su historia posterior se perdiera. Algunos de los habitantes del territorio huyeron hacia el sur, al Reino de Judá, asimilándose gradualmente a la población israelita del reino.

## Afirmaciones sobre la descendencia de Dan
Una crónica latina del siglo XV, «Chronicon Holsatiae vetus», encontrada en «Accessiones historicae» de Gottfried Leibniz (1698), afirma que los daneses pertenecían a la tribu de Dan.  El anticuario Henry Spelman en 1620 había hecho una afirmación similar de que los daneses eran la tribu israelita de Dan, basándose en la aparente similitud del nombre. Además, los defensores del israelismo británico y nórdico han hecho afirmaciones similares sobre su descendencia de la tribu de Dan. Autores británicos israelitas como John Cox Gawler y J. H. Allen identificaron la tribu de Dan con Dinamarca. Mientras que otro destacado autor israelita británico, Edward Hine, opinaba que la tribu de Dan había colonizado Dinamarca y Ulster en Irlanda. 
Algunos de los judíos etíopes, también conocidos como Beta Israel, afirman descender de la tribu de Dan, cuyos miembros emigraron hacia el sur junto con miembros de las tribus de Gad, Aser, y Neftalí, hacia el Reino de Kush, ahora Etiopía y Sudán, durante la destrucción del Primer Templo. Esta posición cuenta con el apoyo del ex gran rabino sefardí Ovadia Yosef.

## Características
La principal característica de la tribu de Dan era la navegación. En el Cantar de los Cantares se dice que la tribu permaneció en sus barcos con sus pertenencias.

## Iconografía

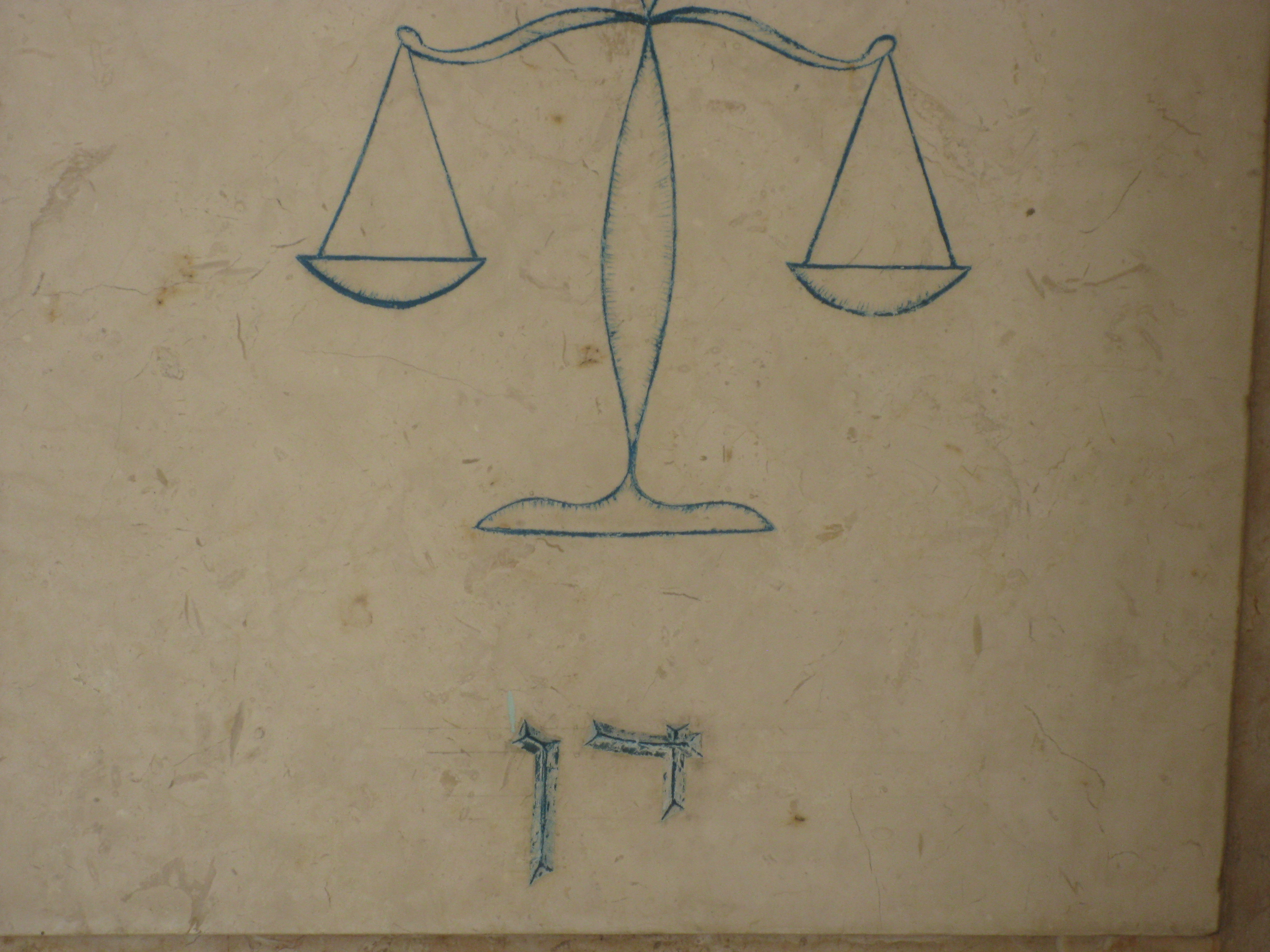
La balanza de la justicia, emblema de la tribu de Dan.

Los artistas modernos utilizan la «balanza de la justicia» para representar a la tribu de Dan debido a que  hace referencia a que Dan «hará justicia a su familia». Los artistas más tradicionales utilizan una serpiente para representar a Dan, basándose en Génesis 49:17: «Sea Dan serpiente junto al camino, víbora junto a la senda, que muerda el talón del caballo, y haga caer al jinete hacia atrás».

## Libro del Apocalipsis
En Apocalipsis 7:4–8 se menciona que las personas de las doce tribus de Israel serán selladas. La selección de las doce tribus no incluye el nombre de Dan, aunque sus nombres se utilizaron para las doce tribus que se establecieron en la Tierra Prometida. Algunos eruditos bíblicos han sugerido que esto podría deberse a sus prácticas paganas. Esto llevó a Ireneo, a Hipólito de Roma y a algunos milenaristas proponer que el Anticristo vendrá de la tribu de Dan.

## Enlaaces externos
- Wikimedia Commons alberga una categoría multimedia sobre Tribu de Dan.

- Datos: Q2121613